# Dariusz Kalinowski
Dariusz Kalinowski (ur. 9 sierpnia 1987 we Wrocławiu) – polski koszykarz grający na pozycjach rzucającego obrońcy i rozgrywającego, obecnie zawodnik UKS-u Chromik Żary.
Wychowanek klubu Zastal Zielona Góra, w barwach którego występował w latach 2005–2008. Grał także w klubach: AZS Kalisz (lata 2008–2009), ŁKS Łódź (2009–2012) oraz AZS Kutno (2012). W swojej karierze rozegrał 21 meczów w Polskiej Lidze Koszykówki. Występował  w amatorskiej lidze koszykówki Rajbud Development Basket Liga w Zielonej Górze w barwach zespołu Basquetebol Aposentado. Od 2016 r. występuje w barwach UKS Chromik Żary - III liga Mężczyzn.
Brat Jarosława Kalinowskiego.

## Osiągnięcia
Drużynowe
- Finalista pucharu Polski PZKosz (2017)[3]

Reprezentacja
- Uczestnik mistrzostw Europy U–20 dywizji B (2006 – 4. miejsce, 2007 – 5. miejsce)